# Dianajonesia bathynomi
Dianajonesia bathynomi is een rankpootkreeftensoort uit de familie van de Poecilasmatidae. De wetenschappelijke naam van de soort werd als Poecilasma bathynomi in 1906 gepubliceerd door Thomas Nelson Annandale.